# 春风文艺出版社
春风文艺出版社是中华人民共和国的一家出版社，成立于1959年，社址位于辽宁省沈阳市，隶属于辽宁省新闻出版局。

## 概述
春风文艺出版社，与大多数中国大陆出版社一样，经历过事业单位向国有企业的改革，后合并入辽宁出版集团。目前社长为单瑛琪（系笔名，原名单英琪）。
社内员工数年来维持在50名上下。目前主要的产品线为少儿文学、绘本、严肃文学、网络文学（建设中）、主题出版、音乐等。
社内设有少儿图书编辑室、新业态研发工作室、综合图书编辑室、数字出版部、校对部、出版部、发行部等部门。
现有首席编辑一位，为姚宏越（综合图书编辑室）（截至2024年）。
目前系辽宁出版集团下营收额较好的出版社。但是主要的创收来自于包括《小猪唏哩呼噜》系列在内的3种小学生必读书目的不断重印（值得一提的是，《小猪唏哩呼噜》的责任编辑就是现任社长单瑛琪）。除此之外，已经多年（截至2024年）没有推出相对畅销的新书品了，因此大多数时间都挣扎在回本、不亏损的边缘上。社内的出版风格相对保守，工作方式也较为陈旧，不太能够适应下行趋势日益严峻的中国大陆图书市场。同时，因为缺乏专业人才的培养和招募，也难以驾驭除文学外的与之相近的其他图书类别（比如社科、人文）。